# 도리사와역
도리사와역(일본어: 鳥沢駅, とりさわえき)은 일본 야마나시현 오쓰키시에 있는 JR 동일본 주오 본선(주오 쾌속선)의 철도역이다.

## 타는 곳
| 1 | ■주오 본선 | 오쓰키·고후·고부치자와 방면      |  |
| 2 | ■주오 본선 | 다카오·다치카와·신주쿠·도쿄 방면 |  |

## 역세권 정보
- 국도 제20호선
- 가쓰라강

## 역사
- 1902년
  - 6월 1일: 종시발역으로 영업 개시.
  - 10월 1일: 오쓰키까지 연장 개통.
- 1960년 4월 20일: 화물 취급 폐지.
- 1987년 4월 1일: 일본국유철도 분할 민영화에 의해, 동일본 여객철도가 승계.
- 2001년 11월 18일: IC 카드 스이카 사용 개시.
- 2015년 12월 1일: 역사무원 배치를 폐지.
- 2016년 3월: 새 역사 완공.

## 화랑

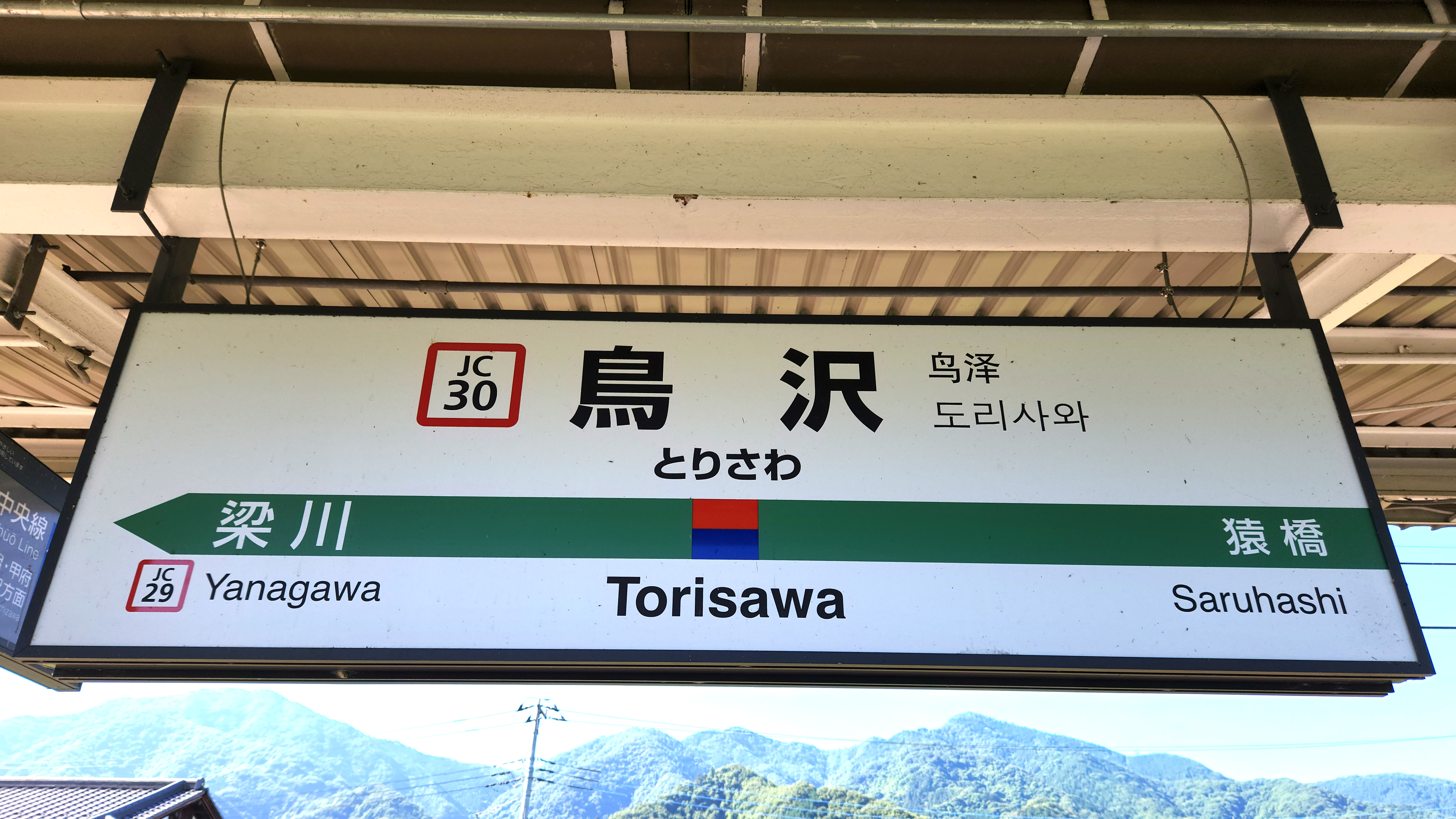
역명판(2022년 7월)
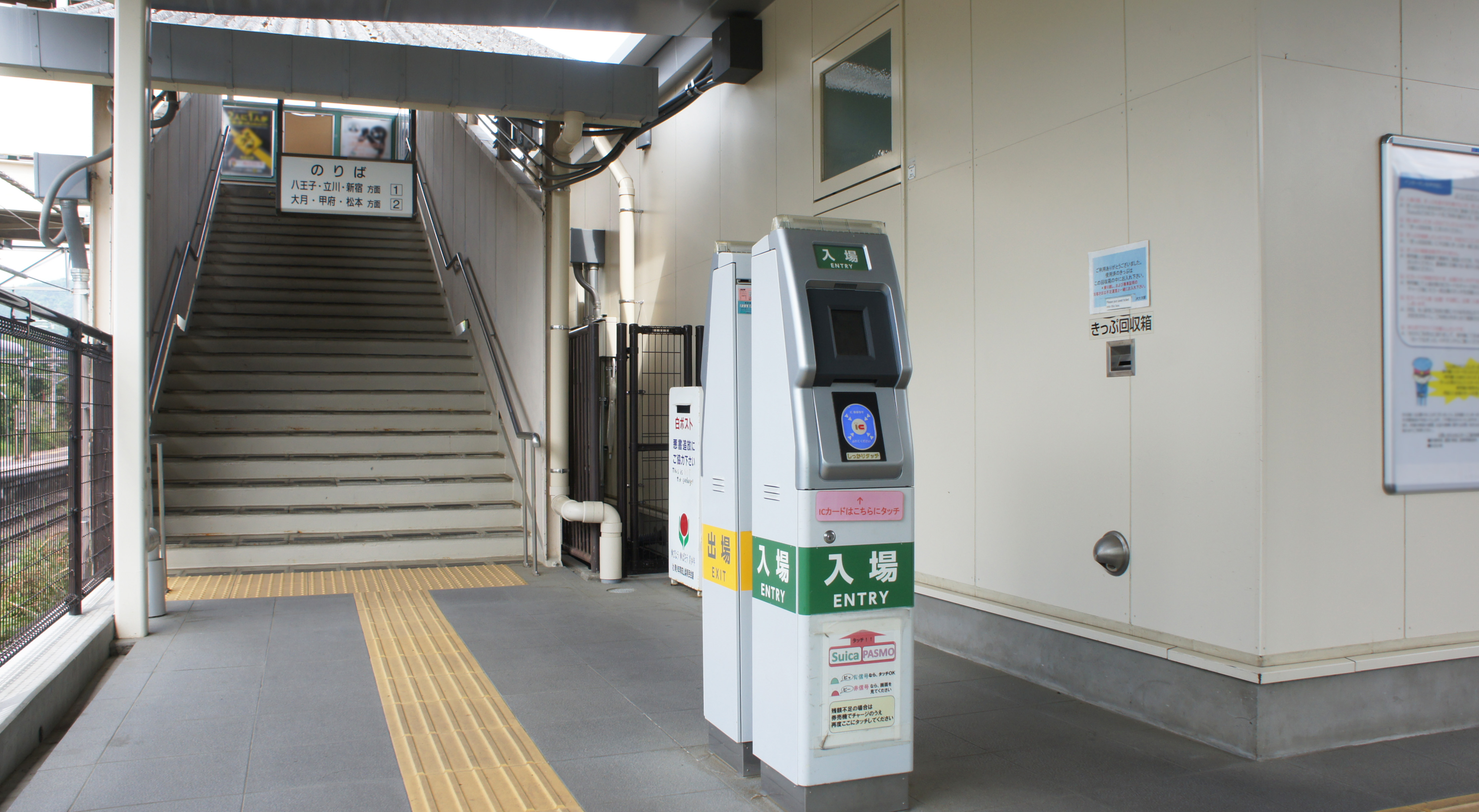
개찰(2021년 5월)
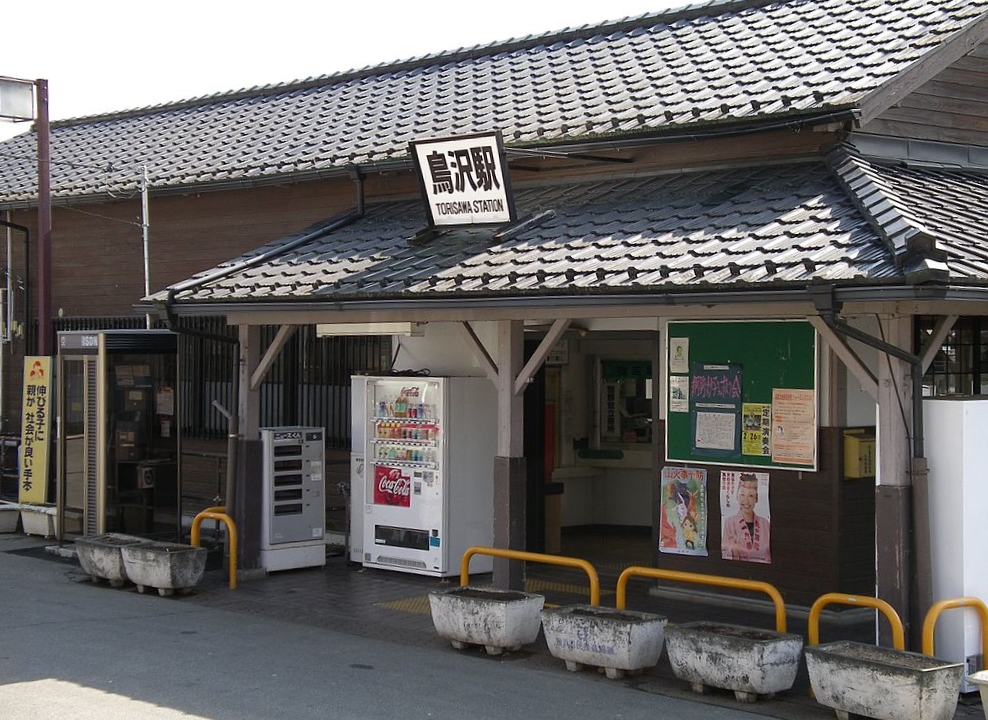
2016년까지 사용된 옛 역사 모습(2006년 2월)

## 인접한 역
| 동일본 여객철도 주오 본선    | 동일본 여객철도 주오 본선 | 동일본 여객철도 주오 본선    |
| ---------------------------- | ------------------------- | ---------------------------- |
| JC 29 야나가와 도쿄 방면     | 주오 쾌속선               | JC 31 사루하시 오쓰키 방면   |
| JC 29 야나가와 다치카와 방면 | 주오 본선 보통            | JC 31 사루하시 마쓰모토 방면 |